# Lisa Corrigan
Lisa Corrigan, född 2 december 1984, är en australisk friidrottare. Hon deltog vid olympiska sommarspelen 2008.